# Калина красная (поезд)
«Кали́на кра́сная» — скорый пригородный поезд повышенной комфортности № 7009А/7010М, курсирующий по маршруту Барнаул—Бийск.
Введён в обращение 2 июля 2009 года компанией «Алтай-Пригород». По информации, размещённой на сайте компании, является первым скорым пригородным поездом в Российской Федерации. Был сформирован в Год В. М. Шукшина в Алтайском крае и получил название в честь одного из известнейших его произведений. Вагоны поезда оборудованы информационными материалами, посвящёнными биографии и творчеству писателя.

## Характеристика поезда и маршрут следования
Поезд формируется из вагонов первого и второго классов, оборудованных местами для сидения. В вагоне первого класса имеется телевизор, доступ к Wi-Fi. Тяга поезда осуществляется тепловозом ТЭП70БС (до 2014 года — одной секцией тепловоза 2ТЭ10М).
Маршрут следования поезда имеет протяжённость 160 км, из них 147 км по неэлектрифицированной ветке Алтайская — Бийск .
Поезд курсирует ежедневно.

### Маршрут поезда изБарнаулавБийск
| Станция       | Прибытие | Стоянка | Отправление |
| ------------- | -------- | ------- | ----------- |
| Барнаул       | -        | -       | 09:00       |
| Овчинниково   | 10:02    | 2 мин   | 10:04       |
| Гордеево      | 10:18    | 2 мин   | 10:20       |
| Большая Речка | 10:39    | 2 мин   | 10:41       |
| Загайново     | 10:54    | 2 мин   | 10:56       |
| Буланиха      | 11:08    | 2 мин   | 11:10       |
| Зональный     | 11:25    | 2 мин   | 11:27       |
| Бийск         | 11:50    | -       | -           |

### Маршрут поезда изБийскавБарнаул
| Станция       | Прибытие | Стоянка | Отправление |
| ------------- | -------- | ------- | ----------- |
| Бийск         | -        | -       | 17:35       |
| Зональный     | 18:01    | 2 мин   | 18:03       |
| Буланиха      | 18:18    | 2 мин   | 18:20       |
| Загайново     | 18:32    | 2 мин   | 18:34       |
| Большая речка | 18:47    | 2 мин   | 18:49       |
| Гордеево      | 19:10    | 2 мин   | 19:12       |
| Овчинниково   | 19:26    | 2 мин   | 19:28       |
| Барнаул       | 20:26    | -       | -           |

### Населенные пункты и названия станций в них
| Название станции | Название населенного пункта, в котором расположена |
| ---------------- | -------------------------------------------------- |
| Бийск            | Бийск                                              |
| Зональный        | Зональное                                          |
| Буланиха         | Станция Буланиха                                   |
| Загайново        | разъезд Загайново, поселок Беловский               |
| Большая речка    | Троицкое                                           |
| Гордеево         | Гордеевский                                        |
| Овчинниково      | Налобиха                                           |
| Барнаул          | Барнаул                                            |